# Варвара Комнина
Варвара Комнина — фигурирующая в русских источниках и исторических трудах (например, у Вернадского) дочь византийского императора Алексея I Комнина, жена великого князя киевского Святополка II (Михаила) Изяславича (с 1103 или 1108 гг.).
В настоящий момент большинство учёных считают её вымышленным персонажем — среди 4 дочерей императора (Анна, Мария, Евдокия и Феодора) Варвары нет, кроме того, это имя вообще не встречается в династии Комнинов. Вдобавок, о подобном браке в византийских источниках не упоминается — а главнейшим текстом об этой эпохе являются труды Анны Комниной, «сестры» Варвары, которая не упоминает о ней ни в числе детей своего отца, ни как о родственнице, выданной за русского князя.

## Княгиня Варвара и мощи св. Варвары Илиопольской

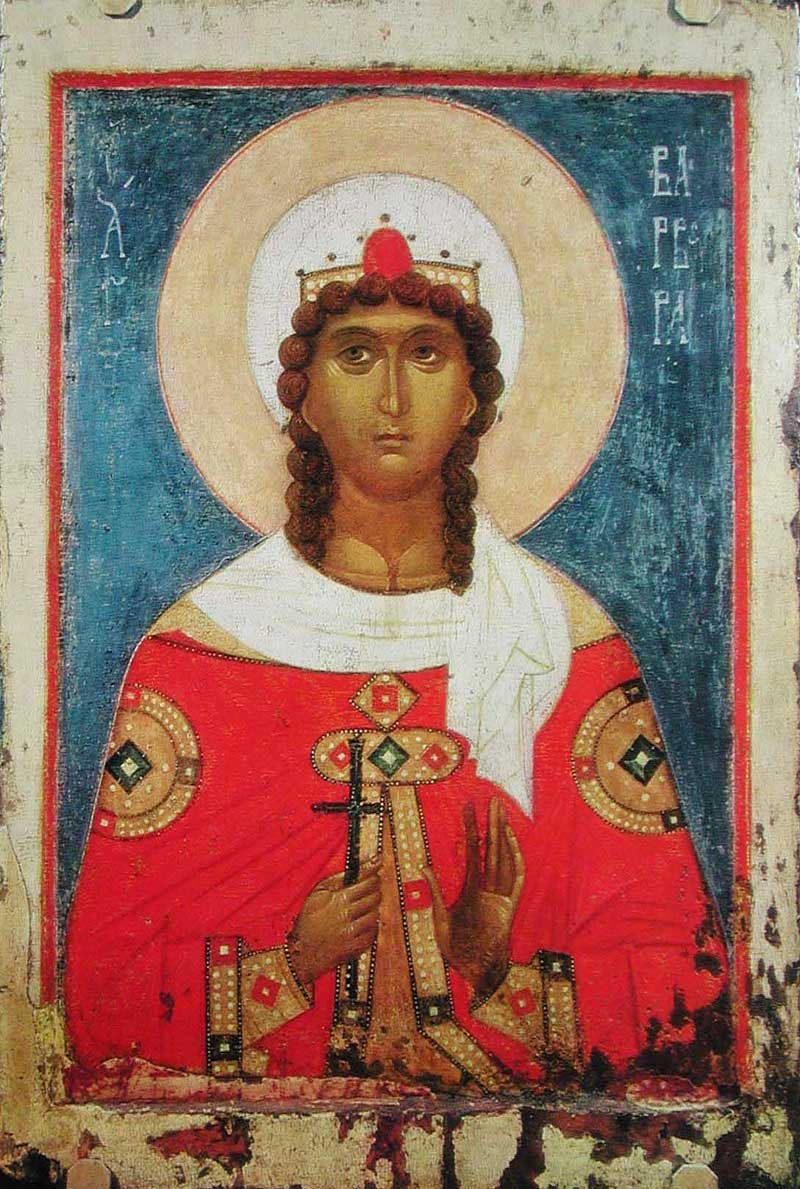
Новгородская икона св. Варвары Илиопольской

Варвара появляется в русской истории главным образом в связи с перенесением мощей своей святой покровительницы великомученицы Варвары из Константинополя в Киев, «данных ей в приданое отцом». Эти мощи, согласно традиции, были положены ею в Михайловском Златоверхом монастыре (построен в 1108 году, после его сноса — во Владимирском соборе). Об этом перенесении, а также последовавшими за этим злоключениями мощей в века монгольского ига известно из повести, написанной в 1670 году Феодосием Сафоновичем, игуменом этого монастыря.

Пересказ описания Феодосия Сафоновича: «…Михаил-Святополк Князь Киевский, сын Изяславов… име первую жену Гречаныню, Алексия Комнина дщерь, именем Варвару; та отходящи от Царяграда в Российския страны, умоли отца своего, да дасть ей честные мощи Св. Великомученицы Варвары; и вземши я, во град Киев, с собой принесе. Муж же ея, Великий Князь Михаил, создавши церковь каменную во имя заступника своего святаго Архистратига Михаила, в лето от Создания мира 6616 (1108 г.), положи в ней тыя святые Мощи честно…» (из жития св. Варвары Иоасафа Кроковского)

Как указывают историки, гипотеза о браке Святополка с Варварой, дочерью императора Алексея I Комнина, получившая распространение благодаря этой повести, опровергается новейшими исследованиями, которые считают Варвару Комнину вымышленным лицом и относят составление рассказа о ней к XVII в. в связи с прославлением мощей святой Варвары. Посетивший Киев в 1656 году антиохийский патриарх Макарий слышал другое предание о перенесении мощей в Киев в связи с браком царевны Анны с князем Владимиром, Крестителем Руси. Однако наиболее вероятным представляется, что перенесение мощей святой Варвары в Киев состоялось уже после татарского нашествия и в период ослабления Византии.
Исследователи указывают, что скорее всего история о княгине Варваре появилась в агиографической литературе (например, в «Житиях Святых» Димитрия Ростовского, а также в «Историческом и топографическом описание Киевской губернии» от 20 января 1787 года) именно с легкой руки Феодосия Сафоновича.

## Жены Святополка
В настоящий момент считается, что Святополк имел следующих жён:
1. Имя неизвестно, возможно дочь чешского князя Спытигнева II. Имела детей, которые в старых родословиях, согласно православной версии, считаются детьми Варвары Комниной:
  1. Ярослав (Иоанн) (ок. 1072 — май 1123), князь Владимиро-Волынский 1097, 1100—1118, Вышгородский 1100—1118, Туровский 1100—1118
  2. Анна (умерла после 1136); муж — Святослав (Святоша) Давыдович (ок.1080 — 1142), князь Луцкий
  3. Сбыслава (ум. 1111); муж — с 1103 Болеслав III Кривоустый (1085—1138), король Польши
  4. Предслава; муж —: с 1104 Альмош Венгерский (1068—1129), король Хорватии
2. с 1094 года — Елена, дочь половецкого хана Тугоркана.
  1. Брячислав (Павел)[8]  (1104—1123), князь Туровский 1118? — 1123
  2. Изяслав (ум. 1127), князь Клецкий, князь Туровский 1123
3. неизвестная наложница, родившая князю старшего из его сыновей:
  1. Мстислав (ум. 1099), князь Брестский 1093—1097, Новгород-Северский 1095—1097, Владимиро-Волынский 1097—1099

Варваре Комниной приписывается дочь Мария (ум. после 1145) — жена с ок. 1118 Петра Власта (ум. 1153). Про Марию известно, что она была дочерью русского князя и греческой аристократки, соответственно она может быть дочерью Олега Святославича и Феофано Музалон.
Существуют различные гипотезы: исследователь Л. Махновец, например, считает Варвару Комнину третьей женой Святополка. Также предполагают, что Варвара существовала, но не принадлежала к императорскому роду, а просто была византийкой. Есть также вероятность, что Варвара была дочерью не императора Алексея Комнина, а какого-нибудь из одноимённых представителей этой династии. Существуют и отождествления Варвары со Еленой Тугоркановной, пережившей своего мужа и родившей Изяслава и Брячислава. Синодик Михайловского Златоверхого собора вообще указывает, что захоронение Варвары находилось в их монастыре, но похоронена она (или какая-то другая жена Святополка) как Ирина, что окончательно запутывает следы. Указана дата смерти этой Ирины — 28 февраля 1125, 12 лет после мужа.
Предположение, что первой женой Святополка была чешская княжна, было выдвинуто научным сотрудником Института всеобщей истории РАН А. В. Назаренко: польский придворный историк зафиксировал, что для брака князя Болеслава III Кривоуста с дочерью Святополка от первого брака Сбыславой необходимо было получить согласие папы римского, так как брачующиеся были близкими родственниками. Это и понятно, если верна версия, что Святополк был сыном Гертруды Польской. Однако Назаренко обращает внимание на кодекс Гертруды, в котором Гертруда называет брата Святополка Ярополка unicus filius meus, то есть своим единственным сыном. Существуют и другие основания полагать, что Святополк был незаконорожденным, то есть не имел с польским родом кровного родства. В этом случае звено, делающим Сбыславу и Болеслава близкими родственниками, должно идти по женской линии: родственницей Болеславу должна быть мать Сбыславы — первая жена Святополка. Эта посылка позволяет Назаренко прийти к выводу относительно происхождения и личности этой женщины. С его точки зрения, это была дочь чешского князя Спытигнева II (ум. 1061) и Иды, сестры маркграфа Саксонской восточной марки (на падчерице этого маркграфа — Кунигунде был женат Ярополк, брат Святополка).